# السفارة السعودية في جورجيا
سفارة المملكة العربية السعودية في دولة جورجيا، هي بعثة دبلوماسية سعودية تقع في العاصمة الجورجية تبليسي، ويترأس البعثة سفير خادم الحرمين الشريفين سلمان بن عبد الرحمن آل الشيخ منذ 21 يونيو 2022. العنوان: 12 شارع أليكسيدزه - تبليسي- جورجيا (مبنى الملك ديفيد).

## السفراء
- عبد الله بن حجاج المطيري منذ 2019 وحتى 21 يونيو 2022.
- سلمان بن عبد الرحمن آل الشيخ منذ 21 يونيو 2022.[3]

## وصلات خارجية
- موقع سفارة المملكة العربية السعودية في جورجيا
- وزارة الخارجية السعودية (بالعربية)
- Ministry of Foreign Affairs of Kingdom of Saudi Arabia (بالإنجليزية)